# Бернаскони, Иосиф Иванович
Иосиф Иванович Бернаскони (итал. Giuseppe Bernasconi; 1796 — после 1833) — итальянский живописец и декоратор; свободный художник.
Иосиф Бернаскони родился в 1796 году в семье Антонио Бернаскони (англ.) в Италии , откуда в 1820 году приехал работать в столицу Российской империи город Санкт-Петербург. Он выполнял работы (по заказу) в Царском Селе, при ремонте дворца после пожара, и написал здесь для гостиной и кабинета государыни Елизаветы Алексеевны до 80 мифологических фигурок по коленкору «цветными на клею колерами» (подражание прежде там бывшим рисункам в небольших медальонах).
Бернаскони работал и для опочивальни российской императрицы Марии Фёдоровны, где расписал цветами (по белому дереву) двери и мебель. Императору Александру I Павловичу, который лично осматривал работы во дворце, понравились рисунки Бернаскони, и в начале 1825 года он был определён декорационным живописцем (с жалованьем в 3 тысячи рублей). Но в новое царствование, при сокращении расходов кабинета, И. И. Бернаскони был оставлен за штатом и, мало кому известный иностранец, без покровителей, сильно бедствовал, доходя до нищеты.
Чтобы получить хотя бы место учителя рисования в каком-нибудь учебном заведении, Иосиф Иванович Бернаскони должен был иметь свидетельство от Императорской Академии художеств на право преподавания. Он хорошо умел копировать с натуры живые растения, хорошо рисовал пером и карандашом. За представленные им работы Академия выдала ему диплом неклассного художника (в феврале 1833 года), по рекомендации Стасова.